# Holoubek (hrad)
Holoubek (též Taubenstein nebo Plešický hrad) je zřícenina hradu ležící asi 1 km severně od Chroustova v okrese Třebíč. Hrad byl zbudován na vyvýšenině, která nyní tvoří břeh Dalešické přehrady a hrad je prakticky ze tří stran obklopen vodou. Přístup k hradu je možný z Vladislavi po červené turistické stezce, která k hradu odbočuje u rozcestníku „Holoubek zřícenina, odbočka”, zároveň po cyklostezce 5107, která červené značení kopíruje, a dále po zelené turistické stezce z Chroustova. Ta se na červené značení napojuje nedaleko vsi u „Chroustov-rozcestí”.

## Historie

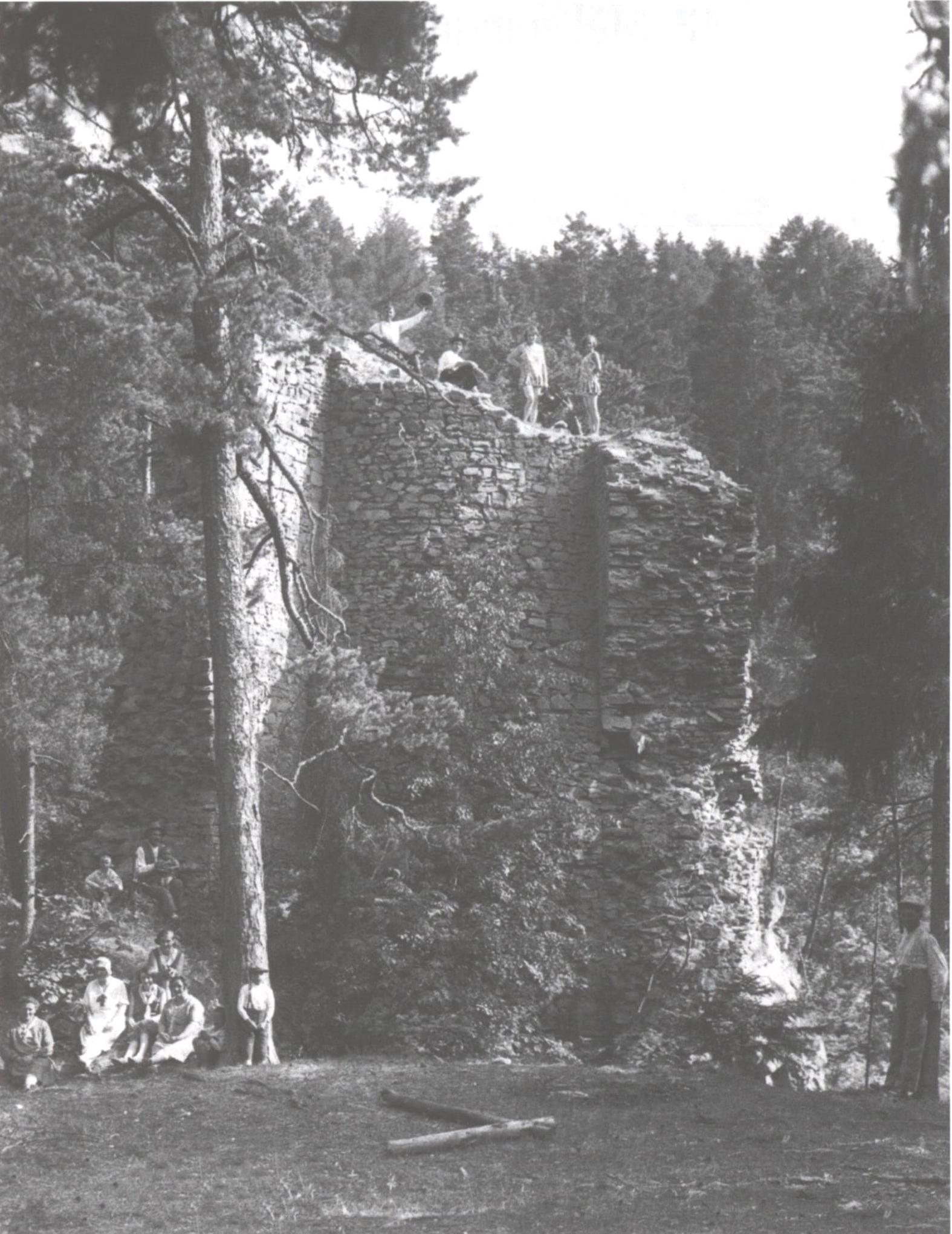
Průzkum hradu Holoubek na počátku 20. století.

Hrad založený pravděpodobně pány ze Starče je poprvé zmíněn v roce 1353, kdy ho Konrád Payer postoupil svému bratrovi Bohušovi ze Starče. Jeho synové hrad roku 1392 prodali Martinovi z Jemnice a Radotic. Zakrátko se hradu zmocnil Jindřich Zajímač z Jevišovic, který z něj provozoval loupeživá tažení. Po 14 letech bezprávného držení jej Martin pohnal před soud. Jindřich Zajímač hrad mezitím protiprávně postoupil Přechovi z Kojetic, který z hradu pokračoval v loupení. Po vyhraném soudu Přech odmítal hrad vydat a tak se Martin rozhodl najmout vojsko a hrad roku 1407 dobýt. Vojenské tažení vyčerpalo jeho pokladnu a hrad následně odprodal svému věřiteli Arnoštovi Flaškovi z Rychmburka. Loupeživá tažení pravděpodobně neustávala, jelikož v roce 1440 se velkomeziříčský sněm rozhodl hrad pobořit. Roku 1447 se již hrad uvádí jako pustý.